# كوروت
كوروت (بالفرنسية: CoRoT)‏ هو تلسكوب فضائي أرسله المركز الوطني الفرنسي لأبحاث الفضاء بغرض مسح السماء والبحث عن كوكب خارج المجموعة الشمسية. والاسم كوروت هو أختصار للإسم الفرنسي لهذا المرصد الفضائي المسمى „COnvection, ROtation et Transits planétaires“ . أي أنه يعمل على رصد انتقال ودوران وعبور الكواكب.
وهذا المرصد يرصد تغير لمعان عدد كبير من النجوم، وبذلك الحصول على معلومات عن خواصها الفيزيائية الداخلية والبحث عن كواكب خارج المجموعة الشمسية بطريقة العبور. وقد أطلق التلسكوب الفضائي كوروت على رأس صاروخ حامل يوم 27 ديسمبر 2006.
بدأ كوروت تجميع المعلومات ابتداء من يوم 2 يناير 2007 . وهو أول تلسكوب فضائي يخصص لاكتشاف كواكب خارج المجموعة الشمسية، فاتحا أبوابا جديدة أكثر دقة لتكملة ما قام به الأقمار الصناعية المستخدمة في الرصد الفلكي مثل كبلر وتيس وبلاتو.
اكتشف كوروت أول كوكب خارج المجموعة الشمسية له، كوروت-1ب في مايو 2007،
]].<أي بعد ثلاثة أشهر فقط من بدائة تشغيله وكان من المخطط أن يعمل لمدة 5و2 سنة من بعد اقلاعه. ثم تقرر مد فترة عمل كوروت حتى عام
2015. ولكن أصاب كوروت عطل في حاسوبه يوم 2 نوفمبر 2012 جعل إمكانية استرداد معلومات منه شبه مستحيلة، ولا تزال المجهودات تبذل بغرض إعدته إلى العمل. way.
حتى توقفه عن العمل استطاع كوروت اكتشاف 12 كوكب خارج المجموعة الشمسية، كما أمد العلماء بمعلومات فلكية عديدة.

## أغراض بعثة كوروت
وضع لكوروت غرضان علمييان:

### قياسات الزلازل في الفلك
يبغي العلماء من وراء دراسة الحركة الزلزالية للنجوم التوصل إلى معرفة أسباب تغير شدة لمعان النجم ومعلومات عن بنيته الباطنية. وتختار في هذا الإطار نجوم من نجوم النسق الأساسي ذات التصنيف الطيفي F و G وكذلك نجم-دلتا-سكوتي بحيث تكون قدر لمعانها الظاهري أكبر من 9 وأقل من 5و6 قدر ظاهري. تبلغ مدة رصد النجوم في هذا البرنامج 150 يوم، ويقوم كوروت خلال كل فترة برصد 10 نجوم. وعن طريق قياس دقيق لتغيرات شدة اللمعان الترددية (بين 1و0 و 10 هرتز تغيرات متتالية خلال وقت قصير جدا) يسعى العلماء للحصول على المعلومات الآتية:
- نصف قطر قلب النجم الذي يحدث فيه الاندماج النووي،
- نسبة الهيليوم ومعدنية (فلك) النجم،
- سمك الطبقة التي يحدث فيها حملا حراريا في النجم وهي عادة في طبقته العليا.

إلى جانب هذا البرنامج يقوم كوروت بفحص العديد من النجوم المختلفة ذات تصنيف طيفي من أنواع B إلى K . ويقوم كوروت بذلك خلال 20 يوم توزع بين الفترات البالغة 150 يوم. ويُخفض تردد القياسات إلى 6و0 هرتز، مما يسمح بالحصول على معلومات احصائية عن نسبة كل نوع من الاهتزازات، نسبتها إلى كتلة النجم، ونسبة لمرحلته في العمر وسرعته الزاوية ومعدنيته. ومن المقرر أن يقوم كوروت بفحص بين 50 إلى 100 نجم في هذا الموضوع.

### البحث عن كواكب خارج المجموعة الشمسية
عن طريق مراقبة مجموعات كبيرة من النجوم يأمل العلماء في العثور على كواكب خارج المجموعة الشمسية، إذ تتغير شدة لمعان نجم عن عبور كوكب أمامه - مثلما يحدث في خسوف الشمس - . في هذا الإطار سيجرى رصد نحو 12.000 نجم (يصل العدد الكلي للنجوم التي سيتم رصدها 180.000 نجم). ستكون شدة لمعان النجوم بين 12 إلى 5و15 قدر ظاهري، وهذه تكون عادة أقزاما حمراء من ذوات التصنيف الطيفي K و M.
ويتوقع العلماء أن كوروت سوف يكتشف مئات من الكواكب الكبيرة في حجم المشتري وبين 10 إلى 40 كوكبا في حجم الأرض خارج المجموعة الشمسية.
سيهمنا من معرفة كواكب خارج المجموعة الشمسية معرفة إذا كانت في نطاق صالح للسكن، وان يكون فيه ماء سائل. ولكن لا يتوقع الفلكيون العثور على مثل ذلك الكوكب حول قزم أصفر وربما يعثر على أحد تلك الكواكب على بُعد بين 2و0 0- 5و0 وحدة فلكية يدور حول أحد الأقزام الباردة نسبيا.

## تطويره والانطلاق
تكلف كوروت 170 مليون يورو تقوم بع مؤسسة الفضاء الفرنسية CNES بمشاركة من عدة دول أوروبية مشتركة في إيسا من ضمنها النمسا وبلجيكا، وألمانيا وإسبانيا وكذلك البرازيل. بدأ التخطيط للمشروع عام 1998 . وحتى 2004 تمكن من بناء بعض الأجهزة ومن ضمنها الكاميرا التي تعرضت لاختبارات شديدة.كوروت في عام 2006 وبحضور شهر سبتمبر أجريت الاختبارات النهائية عليه.
أقلع القمر الصناعي يوم 27 ديسمبر 2006 على رأس صاروخ حامل روسي من نوع سويوس 2/فريجات من المحطة الفضائية بايكونور وأوصله الصاروخ الحامل إلى مدار حول الأرض.
.
ويتجه التلسكوب عموديا على المدار بحيث لا تقع الأرض ولا الشمس أمامه. وفي يومي 17./18 يناير 2007 بدأت أول الاختبارات في التصوير.

## النتائج العلمية للبعثة

### اكتشاف كواكب خارج المجموعة الشمسية
في أبريل 2007 اكتشف كوروت أول كوكب يكتشفه حارج المجموعة الشمسية. ويتكون هذا الكوكب من كوكب عملاق غازي سمي «كوروت-1 ب» تبلغ كتلته 3و1 من كتلة المشتري ويبعد نحو 1.500 سنة ضوئية عن الأرض.
وفي 20 ديسمبر 2007 اكتشف كوروت الكوكب الثاني، وهو جرم يبلغ 5و3 ضعف كتلة المشتري سمي «كوروت-2 ب» وهو يدور حول نجم من التصنيف الطيفي K0V في كوكبة الحية. يبعد الكوكب ونجمه نحو 800 سنة ضوئية منا (أهمية اختيار تصنيف نجم لتلك البحوث هو أنه في حالة العثور على كوكب يتبعه معرفة عما إذا كان الكوكب في نطاق صالح للسكن حول النجم).
وفي عام 2008 اكتشف أيضا جرم كبير كوروت-3 ب، تبلغ كتلته 22 ضعفا لكتلة المشتري، وربما كان هذا الجرم عبارة عن قزم بني.
ثم أكتشف كوروت ثلاثة كواكب أخرى تقترب أحجامها من أحجام الكواكب الكبيرة الغازية في المجموعة الشمسية. أكتشفت كوروت-4 ب وكوروت-5 ب. تبلغ دورة كوروت-4 ب 2و9 أيام وتبلغ دورة كوروت-5 ب 4 أيام.
. ثم اكتشف كوروت-6 ب عام 2009، ويبلغ حجمه 2و1 من حجم المشتري ولكن كتلته 3و3 أضعاف كتلة المشتري. أي أنه أكثر كثافة من المشتري بنحو 3 مرات. يبلغ دورته حول نجمه 9 أيام.
وفي 3 فبراير 2009 أعلن عن اكتشاف كوكب سمي كوروت-7ب. وهو مشابه للأرض، وتبلغ كتلته 8و4 كتلة أرضية ولكن نصف قطره يبلغ 7و1 ضعف نصف قطر الأرض. أي أن كثافته أعلى من كثافة الأرض فهو كوكب صخري يشبه الأرض.
. كوروت-7 له سرعة عالية تبلغ 700.000 كيلومتر في الساعة ويتم دورته حول النجم خلال 11 ساعة. وكتلته التي تبلغ 8و4 كتلة ارضية تعد أصغر كتلة يعثر عليها لكوكب خارج المجموعة الشمسية.
وفي 16 سبتمبر 2009 اعلنت المجموعة العلمية القائمة بالمشروع عن عثورها على كوكب زميل لكوروت-7 ب واسموه كوروت-7 سي، وهذا أيضا يبدو أنه كوكب صخري. تبلغ كتلته 8 أضعاف كتلة الأرض ويدور حو النجم خلال 3 أيام و 17 ساعة وهو أبعد عن النجم المركزي من كوروت-7 ب. ولأول مرة يعثر على كواكب (كوروت-7 ب وكوروت-7 سي) مشابهة للأرض، وهي كواكب صخرية خارج المجموعة الشمسية.
وتوالت اكتشافات كوروت حتى عثر على الكوكب كوروت-24 ب في عام 2011.

### قياس زلازل في النجوم
اكتشف كوروت عام 2008 ثلاثة نجوم بعيدة عن الأرض مشابهة للشمس. وتحدث فيها تغيرات ترددية في شدة الضوء المنبعثة منها. ولم ترصد مثل تلك التغيرات في الشدة الضوئية في النجوم من قبل. واتضح أنها ناشئة عن اهتزازات في جسم النجم. كما تبين صفات الثلاثة نجوم تماثل مع صفات الشمس من حيث تكوين السطح الحبيبي الناتج عن الحمل الحراري في الطبقة العليا من البلازما.
.

### رصد زلازل العمالقة الحمر
عندما يقترب الهيدروجين على الاستهلاك في باطن نجم يتغير توزيع المادة فيه (بصفة أساسية هيدروجين وهيليوم في حالة بلازما وقليل جدا من العناصر الخفيفة مثل الليثيوم). فيحدث اندماج الهيدروجين في غلاف رقيق محيط بقلب النجم الذي يصبح مكونا بصفة رئيسية من الهيليوم. تتقلص القلب المكون من الهيليوم وترتفع درجة حرارته تحت تأثير الجاذبية فتبدأ الطبقة الهيدروجينية العالية التي يحدث فيها الاندماج النووي للهيدروجين في التمدد وتبرد بعض الشيء. يصبح النجم الآن عملاق أحمر حيث يزداد اتساع قطره ويزداد لمعانه. مثل تلك النجوم نجدها في تصنيف هرتزشبرونج-راسل في فرع العمالقة الحمر، وتسمى هذه النجوم «نجوم فرع العمالقة الحمر» RGB stars.
وعندما تصل درجة الحرارة في قلب النجم إلى
100 106 كلفن يبدأ اندماج الهيليوم. فإذا كانت كتلة النجم أقل من 2 كتلة شمسية فإن التفاعل يتم في حالة من المادة شديدة الانفطار ويتطور إلى توهج هيليوم. ويغير النجم تشكيلته ويصبح ما يسمى متثاقل أحمر red clump في تصنيف هرتزشبرونج-راسل.

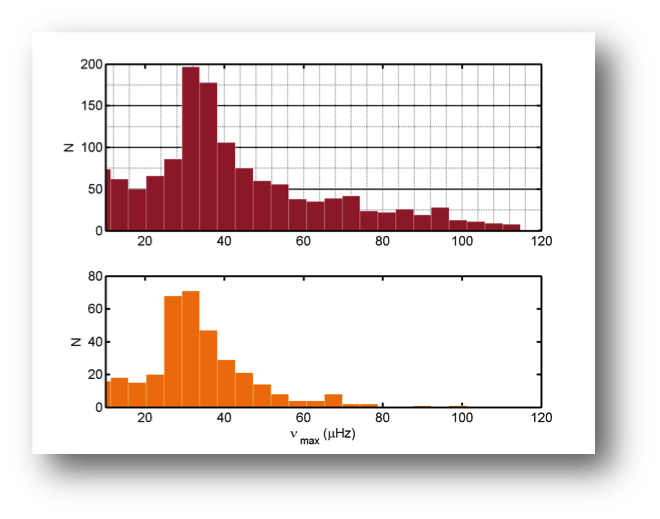
رسم بياني لتوزيع ترددات الهزات الباطنية في نماذج نظرية من العمالقة الحمر (أحمر) ومقارنتها بتوزيع ترددات الهزات الباطنية التي قام كوروت بتسجيلها على الواقع على عمالقة حمر في مجرتنا (برتقالي). Andrea Miglio وزملائها.

سواء كان النجم قد تحول إلى عملاق أحمر أم إلى متثاقل أحمر مع تقدمه في العمر فلا يزال الحمل الحراري يتم فيه مما يتسبب في زيادة اهتزازاتها الباطنية. ومن الاكتشافات الهامة لكوروت هو تسجيله هزات باطنية شعاعية وهزات باطنية تستمر طويلا في آلاف من العمالقة الحمر على أطراف مجرتنا. واستطاع كوروت قياس تردد أقصى طاقة νmax لكل منهم في طيف الترددات كما قام بقياس الفواصل الزمنية الطويلة بين الترددات المختلفة Δν  · , وهي تبين أن لكل عملاق أحمر طريقة أخرى في هزاته الباطنية.

### الزلازل الفلكية وفيزياء النجوم
تهتز النجوم هزات باطنية وسطحية مثلما يهتز جسم آلة موسيقية. ويختص كل نجم باهتزازات خاصة به فهي تعتمد على تكوينه الداخلي. وبتحليل تلك الهزات يمكن معرفة طبيعة وخطائص داخل النجم، مثل معرفة تكوينة الكيميائي، وحالات دوران داخله، وتوزيع الحرارة فيه وكثافته. وأصبح علم زلازل النجوم فرعا هاما حيث تدرس فيه تغير «مقامات» الاهتزاز في النجوم. وكل من تلك المقامات يمكن وصفه بمعادلات رياضية كهزاز توافقي كري. الأشكال التالية تبين بعض تلك النماذج النظرية للاهتزاز الكري حيث يشير اللون الأزرق إلى انقباض ويشير اللون الأحمر إلى مناطق تمدد على النجم.
(Sébastien Salmon).وقد بولغ في مقدار الاهزازات في النماذج بغرض التوضيح.
|  |  |  |  |

وقد طبقت تلك الدراسة على الشمس منذ عشرات السنين وأصبح لها قسم يسمى «الاهتزاز الباطني الشمسي». وقد أمكن عن طريق تلك الدراسة تعيين نسبة الهيليوم على سطح الشمس وأهمية عمليات النفاذية الصغرية للبلازما في تشكيل بنية الشمس. كما أفصح تحليل الاهتزازات الباطنية للشمس عن أشكال الدوران داخل الشمس، ووجود طبقة يحدث فيها الحمل الحراري، وكذلك تعيين منطقة في قلب الشمس يتجمع فيها الهيليوم المتأين.
وبرغم الصعوبة فقد طبقت تلك الدراسة وتلك التحليلات على النجوم. وبالطبع كان ذلك البحث منحصرا في نجوم قريبة منا مثل القنطور والشعرى الشامية وزاوية العواء. وكا لازما استطاعة تسجيل تغيرات صغيرة جدا في لمعان نجم حتى ولو كان زيادة أو نقصان بنسبة 1/مليون، لغرض تعيين الترددات المتسببة في تغيرات اللمعان. وانتج ذلك أطياف ترددات تختلف من نجم إلى آخر. وتختلف فترات الاهتزاز بين عدة دقائق إلى عدة ساعات، ويعتمد هذا على نوع النجم ومرحلة تطوره خلال عمره.

## وصلات خارجية
- COROT on the CNES site
- CoRoT N2 Public archive

## اقرأ أيضا
- كوكب خارج المجموعة الشمسية
- طرق اكتشاف كواكب خارج المجموعة الشمسية
- كوكب OGLE-2005-BLG-390Lb
- اتش دي 69830 بي
- نباض 1257+12
- نطاق صالح للسكن
- كبلر-22بي
- مهمة كبلر